# Артур, Херби
Уи́льям Джон Хе́рберт А́ртур (англ. William John Herbert Arthur; 14 февраля 1863 — 27 ноября 1930), более известный как Хе́рби А́ртур (англ. Herbie Arthur) — английский футболист, вратарь. Наиболее известен по выступлениям за клуб «Блэкберн Роверс», а также за национальную сборную Англии.

## Клубная карьера
Уроженец Блэкберна, Артур выступал за местные футбольные команды «Лоуэр Бэнк Академи» и «Кингс Оун». В 1880 году присоединился к клубу «Блэкберн Роверс». Изначально выступал на позиции правого хавбека, но впоследствии стал играть на позиции вратаря за резервную команду. В заметке газеты «Блэкберн Таймс» 1884 года он характеризуется как «очень надёжный» вратарь, хотя и не «блестящий или хитрый игрок».
На тот момент не существовало официальных лиг, клубы проводили только товарищеские матчи и выступали в кубковых турнирах вроде Кубка Англии и Большого кубка Ланкашира. В сезоне 1883/84 «Блэкберн Роверс» вышел в финал Кубка Англии, где встретился с шотландским клубом «Куинз Парк» и одержал победу со счётом 2:1.
В сезоне 1884/85 «Блэкберн Роверс» вновь вышел в финал Кубка Англии, где снова встретился с шотландским клубом «Куинз Парк» и вновь одержал победу, на этот раз — со счётом 2:0.
В сезоне 1885/86 «Блэкберн Роверс» в третий раз подряд вышел в финал Кубка Англии, где встретился с клубом «Вест Бромвич Альбион». Матч, который прошёл на лондонском стадионе «Кеннингтон Овал» 3 апреля 1886 года, завершился безголевой ничьей. Переигровка прошла на «Рейскорс Граунд» в Дерби. Несмотря на хорошую атакующую игру игроков «Альбион» решающую роль сыграл опыт игроков «Роверс», которые забили два безответных гола в ворота соперника и выиграли третий Кубок Англии подряд.
В 1888 году ведущие профессиональные футбольные клубы из Ланкашира и Уэст-Мидлендса основали лиговый турнир, получивший название «Футбольная лига» (англ. Football League). Первый сезон Футбольной лиги начался 8 сентября 1888 года. «Блэкберн Роверс» стал одним из 12 основателей чемпионата. Свой первый матч в Футбольной лиге «Роверс» провёл 15 сентября 1888 года: это была игра против «Аккрингтона» на стадионе «Лемингтон Роуд», которая завершилась вничью со счётом 5:5. Всего в сезоне 1888/89 Херби Артур провёл 15 матчей в Футбольной лиге и ещё 5 — в Кубке Англии. «Блэкберн Роверс» завершил сезон на четвёртом месте, а чемпионский титул завоевал «Престон Норт Энд», не потерпевший ни одного поражения. В Кубке Англии «Роверс» дошёл до полуфинала, где проиграл клубу «Вулверхэмптон Уондерерс» в переигровке.

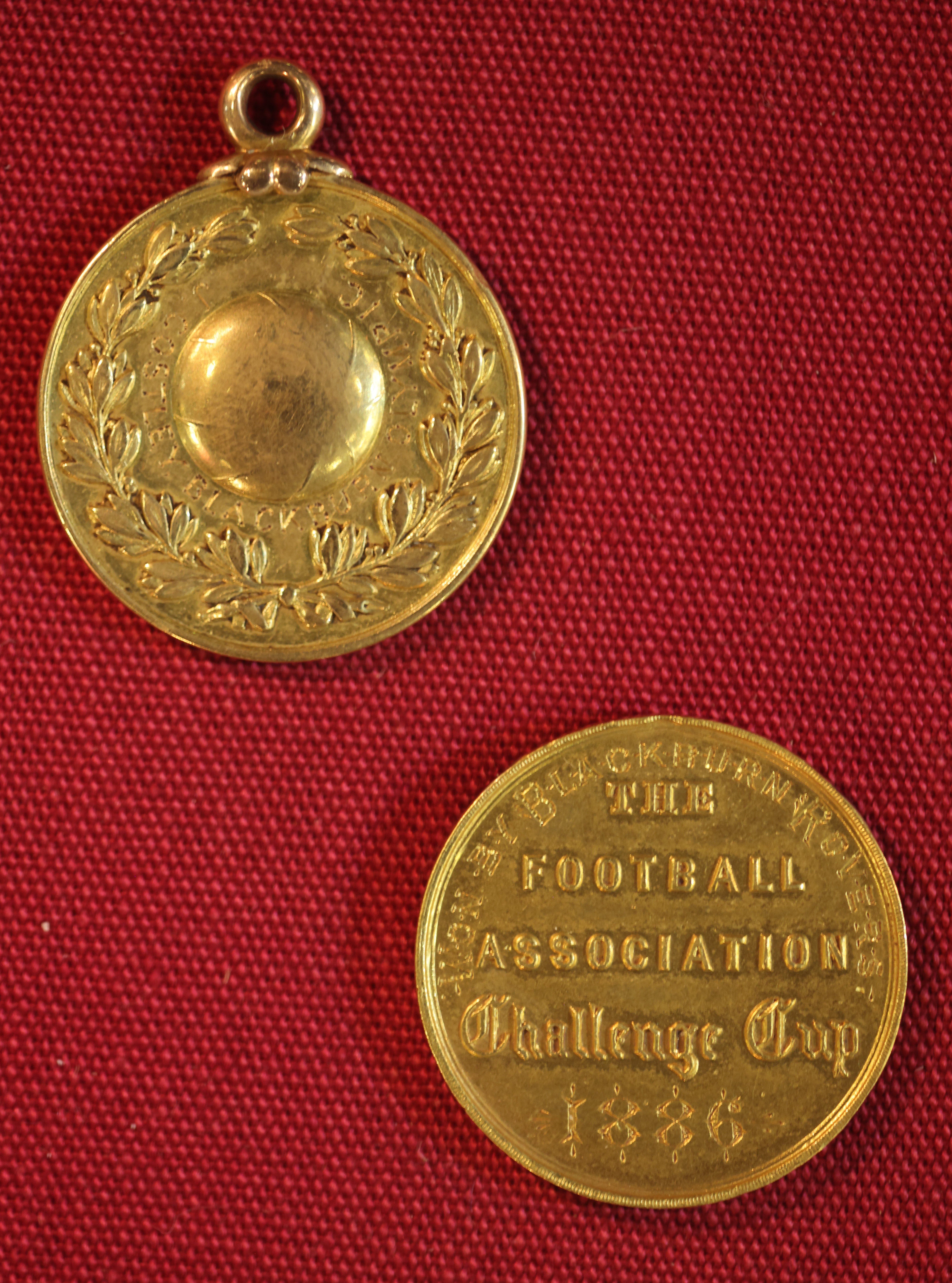
Медаль победителя Кубка Англии 1886 года, принадлежавшая Артуру

В сезоне 1889/90 Артур потерял место в основном составе «Блэкберна». Сезон 1890/91 он провёл в клубе «Саутпорт Сентрал», сыграв за команду 16 матчей (13 в Ланкаширской лиге и 3 в Малом кубке Ланкашира).
В сезоне 1891/92 вернулся в «Роверс», сыграв за команду 21 из 26 матчей в сезоне. В том сезоне произошёл курьёзный случай во время игры против «Бернли» на стадионе «Терф Мур» в декабре 1891 года. Матч проходил в плохую погоду, к перерыву «Бернли» лидировал со счётом 3:0. После перерыва игроки «Бернли» вернулись на поле, но игроки «Роверс» на поле не вышли. Судья Чарльз Клегг подождал четыре минуты, после чего дал свисток о начале второго тайма, хотя на поле вернулось только несколько игроков «Блэкберн Роверс». В начале второго тайма судья удалил двух футболистов (одного у «Блэкберн Роверс», одного у «Бернли»), после чего все оставшиеся полевые игроки «Роверс» покинули поле. За «Блэкберн Роверс» на поле остался только вратарь Херби Артур. Судья не остановил игру, из-за чего Артур должен был играть один против десяти игроков «Бернли». Вратарь «Роверс», однако, быстро сообразил, что все игроки «Бернли» автоматически находятся в положении «вне игры», так как между воротами и соперником не было двух игроков «Блэкберн Роверс». Он сообщил об этом судье, после чего тот принял решение об отмене игры из-за «фарсовой ситуации», в которую она превратилась.
«Блэкберн Роверс» завершил сезон 1891/92 только на девятом месте. В 1892 Артур объявил о завершении карьеры футболиста. Свой последний матч за клуб он провёл 1 октября 1892 года: это была игра против «Аккрингтона» (ничья 3:3).

## Карьера в сборной
28 февраля 1885 года Артур дебютировал за сборную Англии в матче против сборной Ирландии, в котором англичане одержали победу со счётом 4:0.
Всего провёл за сборную Англии 7 матчей.

#### Список матчей за сборную
| № | Дата            | Стадион                    | Соперник  | Результат | Турнир                  |
| - | --------------- | -------------------------- | --------- | --------- | ----------------------- |
| 1 | 28 февраля 1885 | «Уолли Рейндж», Манчестер  | Ирландия  | 4:0       | Домашний чемпионат 1885 |
| 2 | 14 марта 1885   | «Лемингтон Роуд», Блэкберн | Уэльс     | 1:1       | Домашний чемпионат 1885 |
| 3 | 21 марта 1885   | «Кеннингтон Оувал», Лондон | Шотландия | 1:1       | Домашний чемпионат 1885 |
| 4 | 27 марта 1886   | «Хэмпден Парк», Глазго     | Шотландия | 1:1       | Домашний чемпионат 1886 |
| 5 | 29 марта 1886   | «Рейскорс Граунд», Рексем  | Уэльс     | 3:1       | Домашний чемпионат 1886 |
| 6 | 5 февраля 1887  | «Брэмолл Лейн», Шеффилд    | Ирландия  | 7:0       | Домашний чемпионат 1887 |
| 7 | 26 февраля 1887 | «Кеннингтон Оувал», Лондон | Уэльс     | 4:0       | Домашний чемпионат 1887 |

Итого: 7 матчей (3 «сухих») / 4 пропущенных мяча; 4 победы, 3 ничьи, 0 поражений.

## Достижения
«Блэкберн Роверс»
- Обладатель Кубка Англии (3): 1883/84, 1884/85, 1885/86

Сборная Англии
- Победитель Домашнего чемпионата: 1885/86 (разделённая победа)

## Вне футбола
Работал мебельщиком на фабрике, а также организатором выставок цветов.